# Trzy wiedźmy
Trzy wiedźmy (ang. Wyrd Sisters) – humorystyczna powieść fantasy Terry’ego Pratchetta, wydana w 1988 r. W Polsce książka ukazała się po raz pierwszy w 1998 r. nakładem wydawnictwa Prószyński i S-ka (ISBN 83-7180-837-2). Jest to szósta część długiego cyklu Świat Dysku, zaliczana do podcyklu o czarownicach z Lancre. Książka została przetłumaczona na dwadzieścia trzy języki.
|  |

Angielski tytuł nawiązuje do trzech czarownic z Makbeta nazywanych Weird Sisters (także Three Witches, stąd polski tytuł).
Umiera dawny król Lancre. Jego miejsce zajmuje podstępny książę z żoną, jednak jednocześnie w dziwnych okolicznościach ginie mały potomek byłego króla. Dziecko znajdują tytułowe trzy wiedźmy, które, dla jego bezpieczeństwa, pozostawiają go pod opieką wędrownej grupy aktorów...

## Bohaterowie
- Czarownice z Lancre – Babcia Weatherwax, Niania Ogg, Magrat Garlick
- Felmet i Lady Felmet
- Błazen
- Vitoller
- Hwel
- Greebo